# Cornac (métier)
Pour les articles homonymes, voir Cornac.

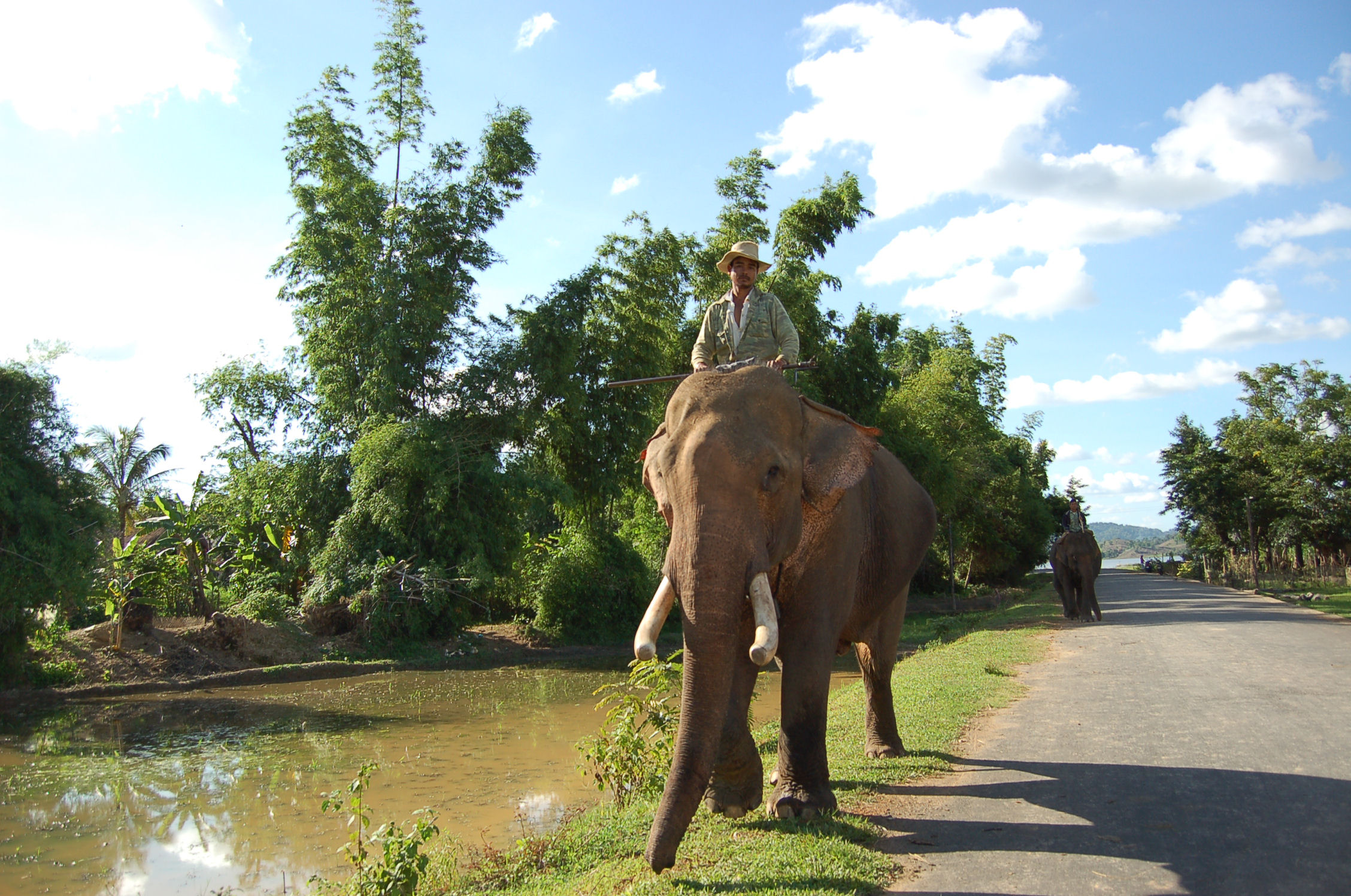
Mahout Mnong près du lac Lăk dans la province du Đắk Lắk au Viêtnam

Un cornac (dérivé du mot cingalais kūrawa-nāyaka), ou mahout, est à la fois le maître, le guide et le soigneur de l'éléphant. On est cornac de génération en génération. Normalement un cornac s'occupe d'un seul éléphant au cours de sa vie. Cette relation entre l'homme et l'animal est particulièrement développée en Asie où l'éléphant reste encore un moyen de transport de matériaux dans les zones difficiles.
Le cornac est assis sur le cou de l'animal et communique avec son éléphant par l'intermédiaire de mots, de gestes et de mouvements de pieds. Ainsi un éléphant peut être dressé pour réagir à une cinquantaine de mots.
Par extension, un cornac désigne une personne qui introduit, guide une autre personne.

## Galerie

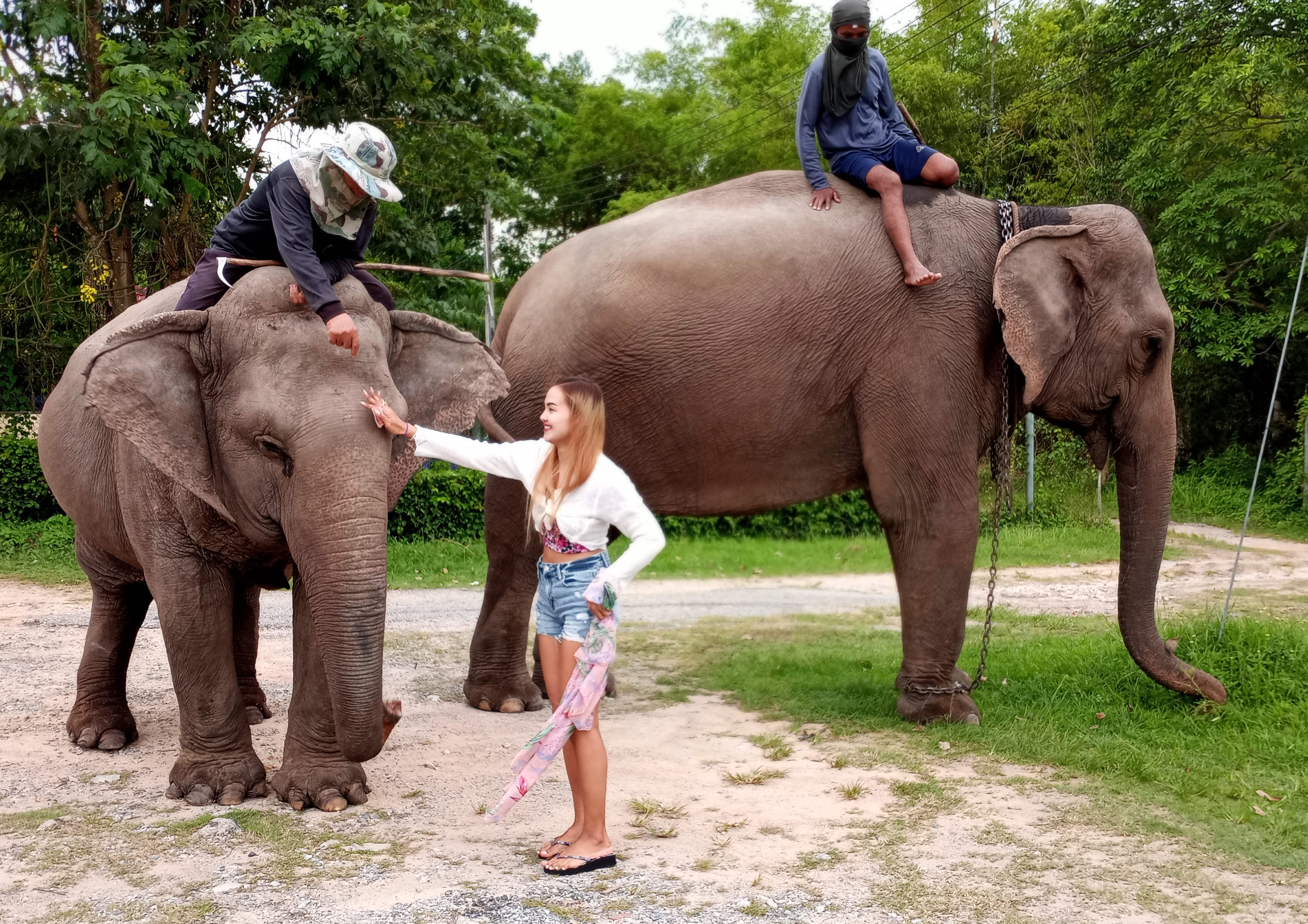
Éléphants et cornacs thaïlandais avec modèle (2022)
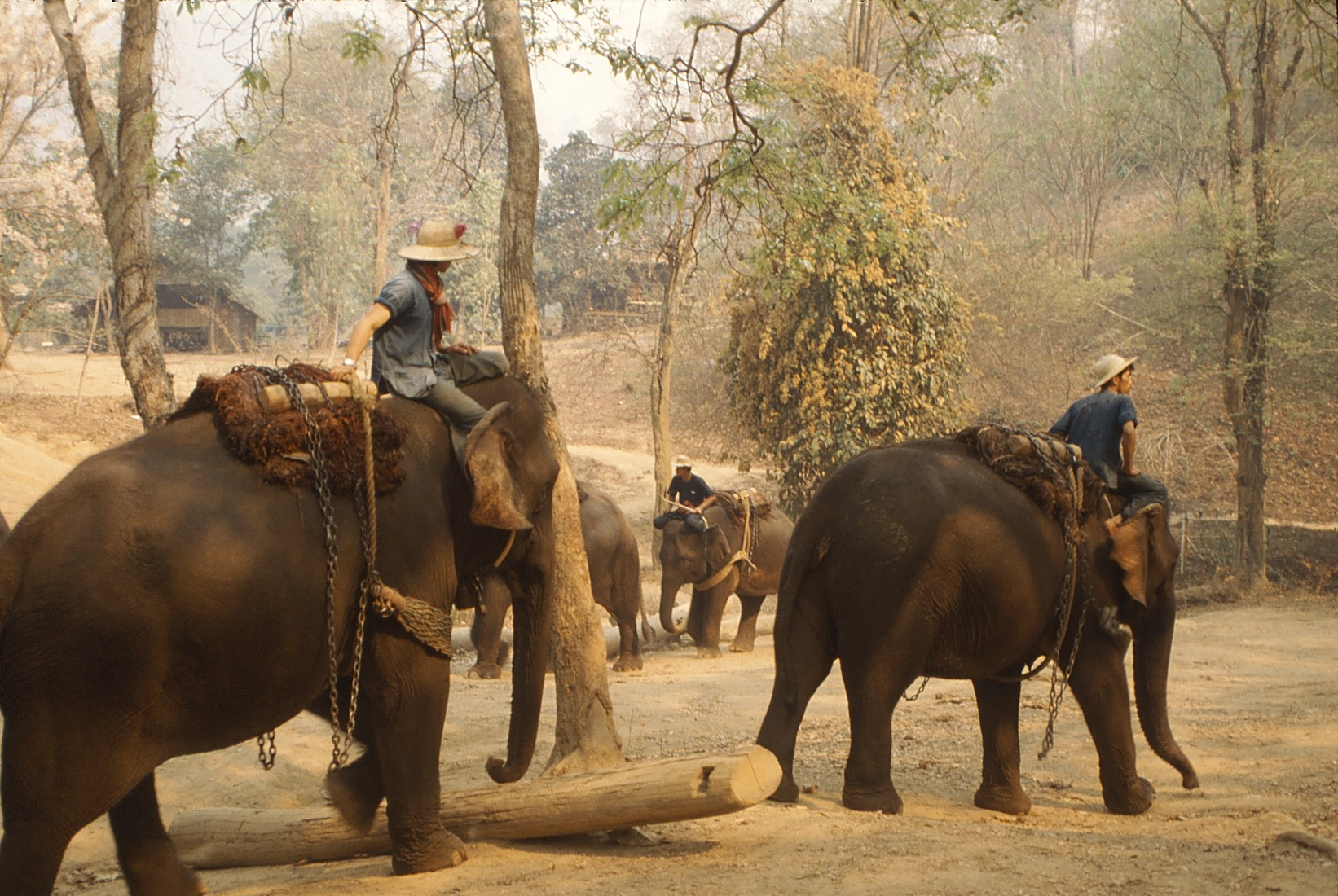
Entraînement d'éléphants en Thaïlande (1992).
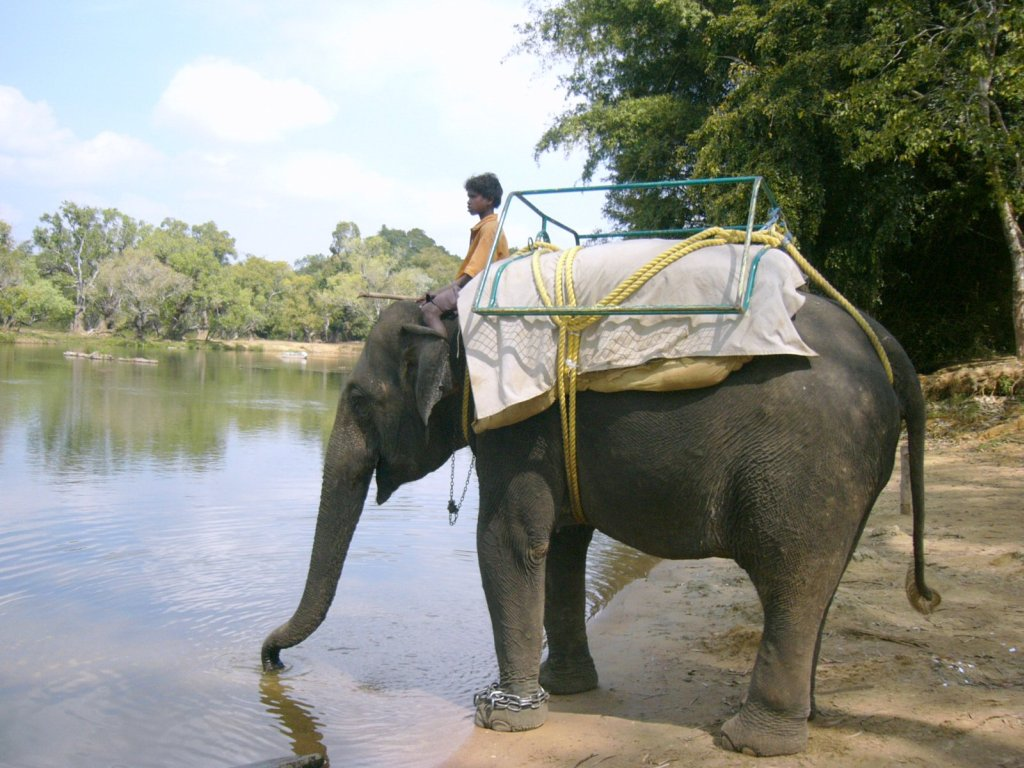
Éléphant et mahout au Karnataka.
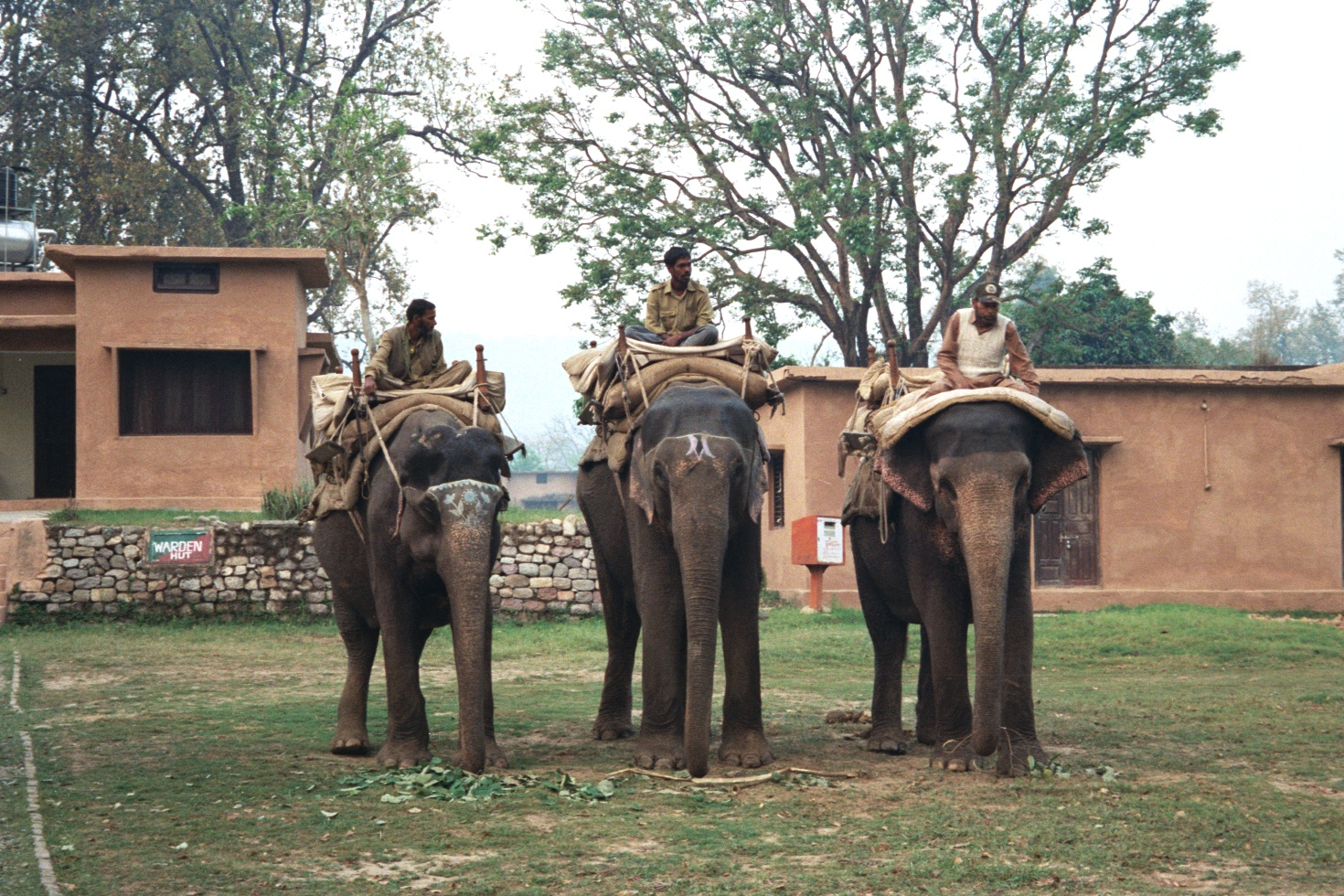
3 éléphants et leurs mahouts dans le parc national de Corbett (Inde).
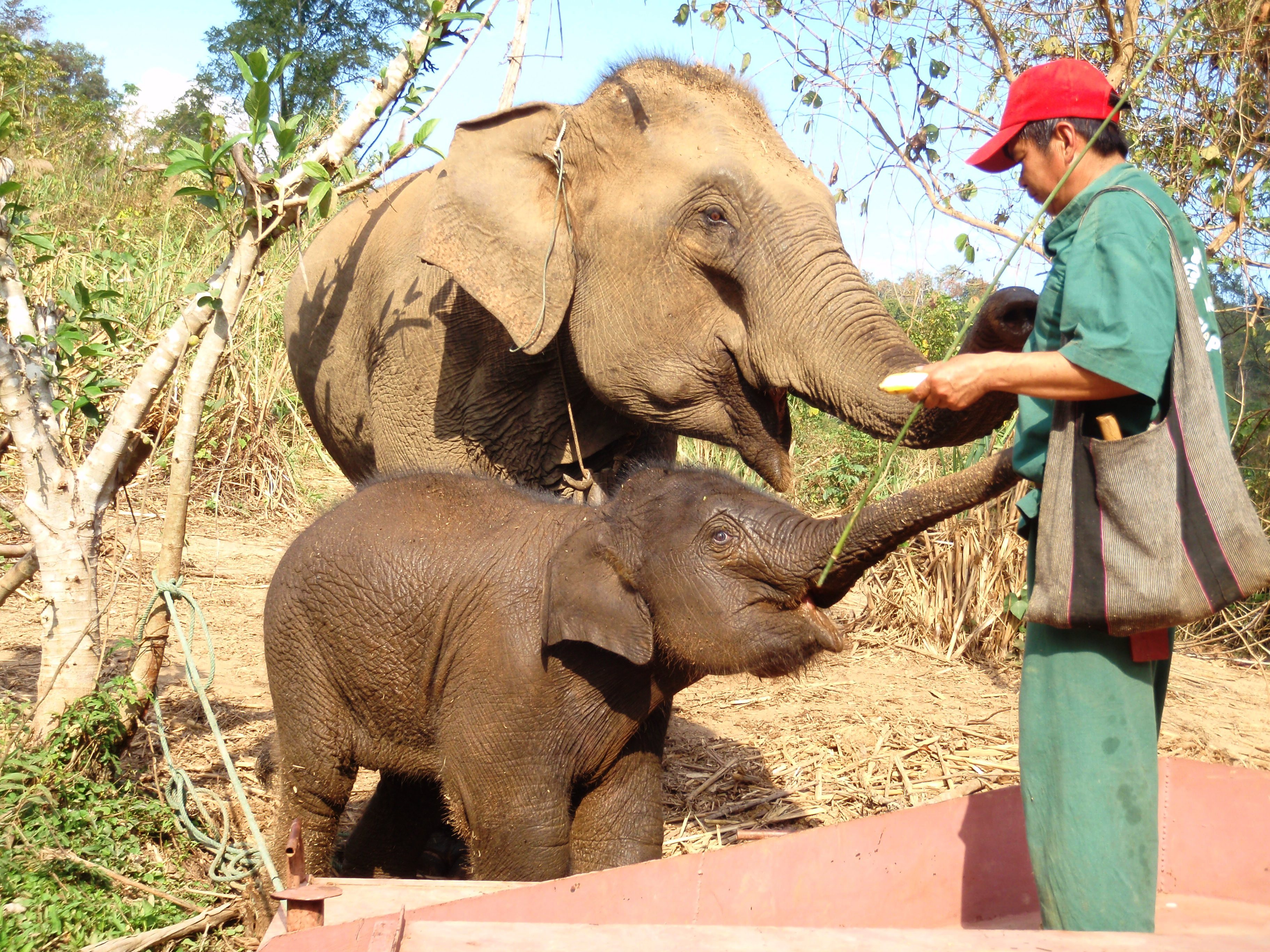
Un cornac avec son éléphant et son bébé éléphant au Laos, Sayaboury
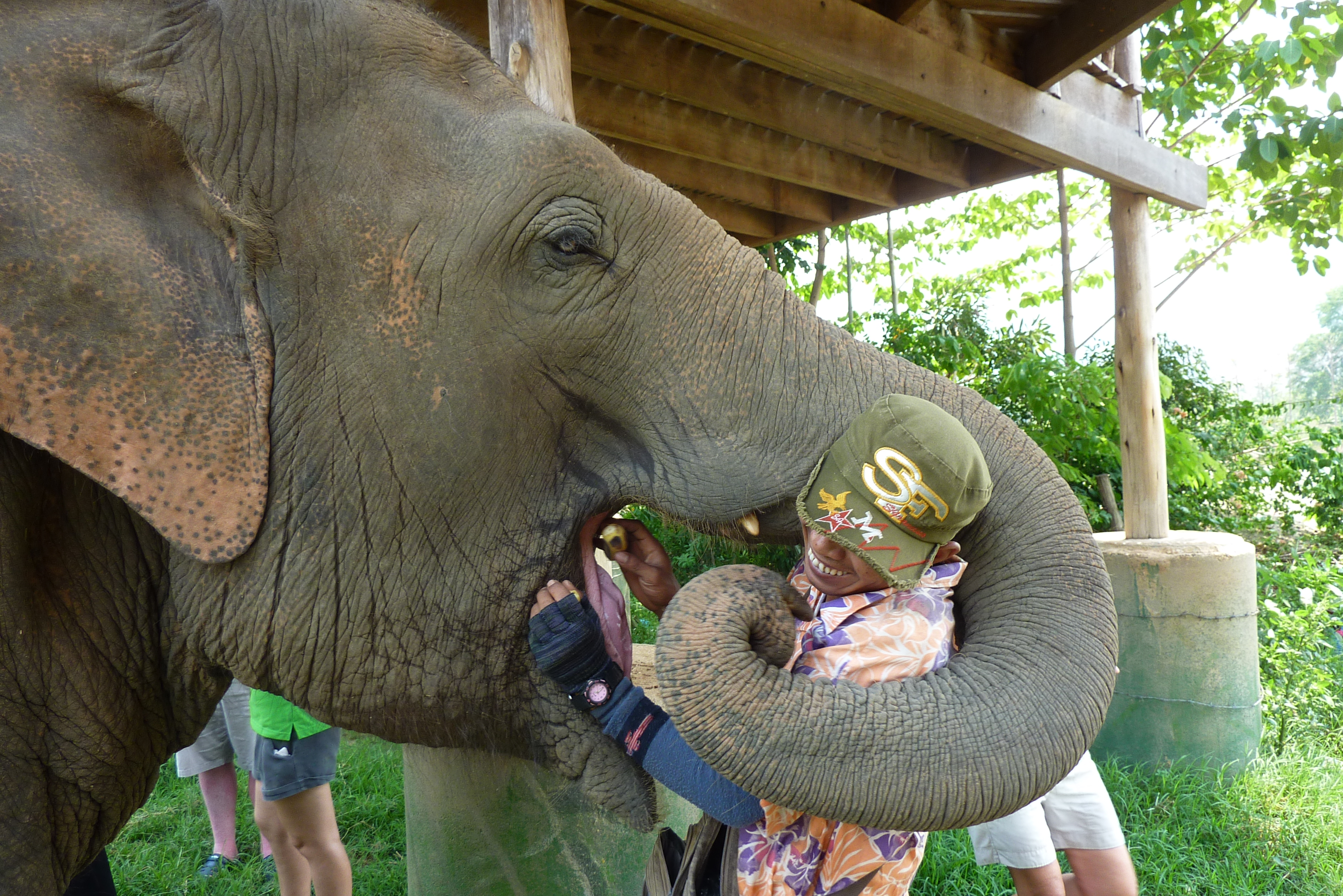
Mahout avec éléphant en Thaïlande
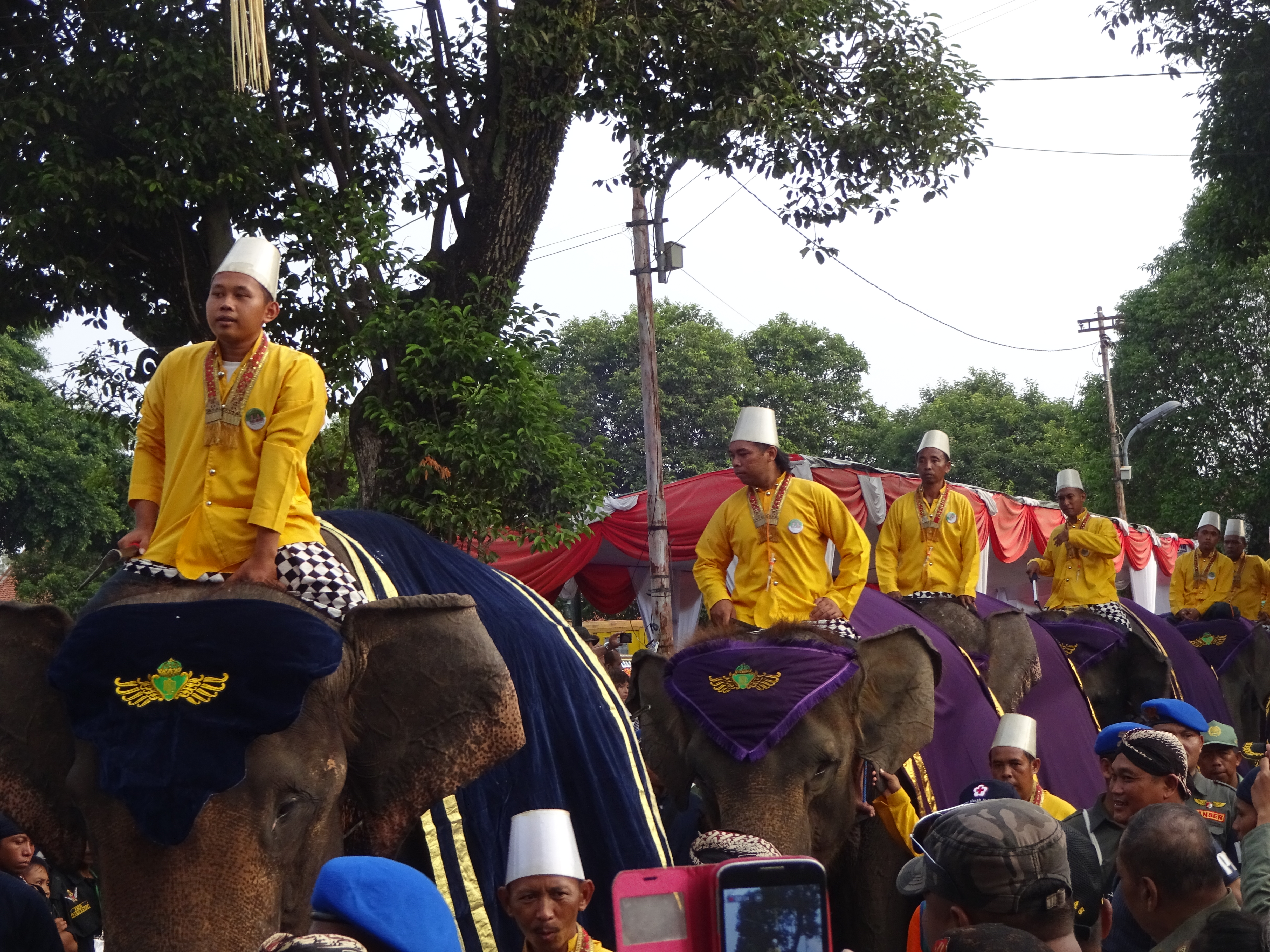
Troupe montée sur éléphant pour célébrer l'anniversaire de l'accession au trône du prince Paku Alam X de Yogyakarta en 2016